# AV De Keien
AV De Keien, ook wel De Keien Atletiek, is een atletiekvereniging uit Uden. 

## Historie

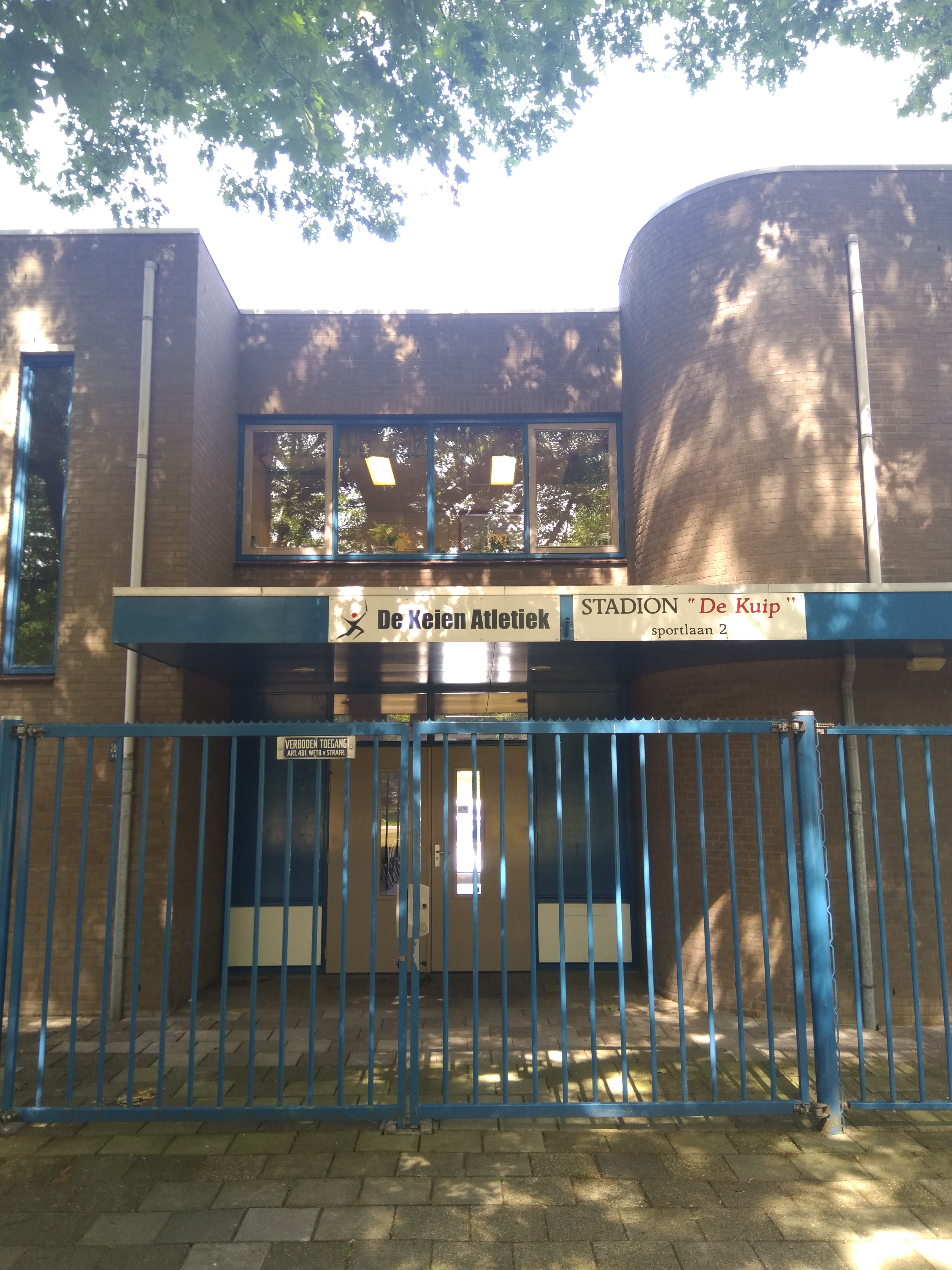
Ingang stadion De Kuip

De vereniging is opgericht op 8 november 1960. De club is aangesloten bij de Atletiekunie en ligt in atletiekregio 15, Noordoost-Brabant. De club heeft ongeveer 600 leden en heeft als clubkleuren rood en blauw. 

## Accommodatie
De accommodatie van de club is stadion De Kuip aan de Sportlaan 2 te Uden. Rondom de baan is plek voor 10.000 (zit)plaatsen. Stadion De Kuip wordt beheerd door de gelijknamige stichting. De atletiekbaan heeft 6 rondom banen en 8 sprintbanen. De baan betreft een zogenaamde Mondo baan. In 2007 was het de eerste Mondo baan van Nederland. De Mondo baan heeft een andere grip dan de conventionele baan, waardoor deze bij sprinters in trek is. Op het moment is AV De Keien een van de drie Nederlandse atletiekverenigingen met een Mondo baan.

## Bekende (oud-)atleten
- Wilma van den Berg
- Annet Bezemer
- Tonnie Dirks
- Wilma van Gool
- Marlin van Hal
- Sandra Hofmans
- Irene van Lieshout
- Haico Scharn
- Elly van Hulst